# 할로윈 킬스
《할로윈 킬스》(영어: Halloween Kills)는 2021년 개봉한 미국의 슬래셔 영화이다. 데이비드 고든 그린이 감독과 공동각본을 맡았다. 2018년 영화 《할로윈》의 후속 작품이다. 2021 베네치아 영화제에서 전 세계 최초로 공개된다.
기존 2020년 10월 16일에 북미 개봉 예정이었으나, 코로나19 범유행으로 인해 개봉이 1년 뒤인 2021년 10월 15일로 연기되었다.

## 줄거리
2018년 할로윈 밤, 랜비르 사테인 박사에게 칼에 찔려 죽어가던 호킨스는 카메론 일람에게 발견되어 구급차를 부른다. 호킨스는 마이클을 살려둔 것을 후회하며 그를 죽이겠다고 맹세한다.
40년 전 같은 밤을 회상하는 장면에서, 신참 경찰관 프랭크 호킨스는 마이클 마이어스에게서 동료를 구하려다 실수로 동료를 총으로 쏴 죽인다. 호킨스는 또한 새뮤얼 루미스 박사가 집 밖에서 경찰에 항복한 마이클을 처형하는 것을 막는다.
한편, 40년 후 지역 바에서는 토미 도일이 동료 생존자 마리온 챔버스, 린지 월리스, 카메론의 아버지 론니 일람과 함께 마이클이 잡힌 지 40주년을 기념하고 있다. 이들은 모두 1978년에 마이클과의 만남에서 살아남았다. 그동안 로리 스트로드, 그녀의 딸 캐런, 손녀 앨리슨은 해든필드 기념 병원으로 이송되고, 로리는 응급 수술을 받는다. 로리의 불타는 집에 출동한 소방관들은 마이클과 마주치고, 마이클은 그들의 장비로 그들을 도륙한다. 마이클은 로리의 이웃인 필과 그의 아내 손드라를 공격하고 죽인 다음 해든필드로 돌아간다.
토미, 마리온, 린지, 론니는 비상 경보를 통해 마이클의 살인 행각을 알게 된다. 토미는 마이클을 사냥하고 죽이기 위해 복수심에 불타는 해든필드 주민들을 모은다. 캐런은 마이클이 아직 살아있다는 것을 알게 되고, 로리가 회복할 수 있도록 그 정보를 로리에게 숨긴다. 앨리슨은 전 남자친구 카메론과 화해하고 아버지의 죽음에 대한 복수를 위해 토미의 폭도에 합류한다.
해든필드 주민들에게 집 안에 머물라고 경고하는 동안, 마리온과 바 손님인 바네사, 마커스는 마이클에게 살해당한다. 린지는 탈출하고 토미, 론니, 앨리슨, 카메론에 의해 살아있는 채로 발견된다. 일행은 마이클의 경로와 희생자들의 위치를 파악하고 그가 어렸을 적 살던 집으로 향하고 있음을 추론한다. 토미는 린지를 병원으로 데려가 1978년에 딸 애니 브래킷을 잃은 전 해든필드 보안관 리 브래킷과 재회하고 로리에게 마이클의 생존을 알린다. 도시 건너편에서 마이클은 로리가 병원을 떠날 준비를 하는 동안 그의 집 현재 주인인 빅 존과 리틀 존을 살해한다.
스미스 그로브 정신병원에서 마이클과 함께 버스가 추락하여 탈출한 도망자 랜스 티볼리가 도착하고 마이클로 오인된다. 토미의 폭도들은 그가 마이클이 아니라는 것을 캐런이 깨달을 때까지 병원 안에서 그를 추격한다. 캐런이 폭도를 진정시키고 랜스를 돕기 위해 노력했음에도 불구하고, 그는 창문 밖으로 뛰어내려 사망한다. 로리는 캐런에게 마이클을 사냥하기 위해 토미와 브래킷과 협력할 것을 촉구한다. 다른 곳에서 론니는 마이클의 집으로 혼자 들어가 살해당한다. 앨리슨과 카메론은 서둘러 안으로 들어가 그의 시체를 발견하고 마이클에게 공격당하며 카메론은 살해당한다.
마이클이 앨리슨을 죽이려 할 때, 캐런이 나타나 그를 쇠스랑으로 등 찌르고, 그의 가면을 훔치고, 자신을 따라오도록 놀린다. 그녀는 마이클을 토미의 폭도들에게 이끌고, 그들은 그를 죽인 것으로 보인다. 마이클이 죽었다고 믿고 경계를 풀자, 그는 깨어나 토미와 브래킷을 포함한 모든 폭도를 학살한다. 마이어스 집으로 돌아온 캐런은 주디스 마이어스의 오래된 침실에서 어린 마이클의 환영을 보고 위층으로 조사하러 간다. 마이클이 나타나 캐런을 칼로 찔러 죽이고 로리는 병실에서 밖을 내다본다.

## 출연

### 주연
- 제이미 리 커티스 : 로리 스트로드 역
- 주디 그리어 : 캐런 역
- 앤디 마티첵 : 앨리슨 역

### 조연
- 윌 패튼 : 호킨스 역
- 안소니 마이클 홀 : 토미 도일 역
- 닉 캐슬 : 마이클 역
- 카일 리처즈 : 린지 월리스 역
- 제임스 쥬드 커트니 : 더 쉐이프 역